# Росселлино, Бернардо
Бернардо Росселлино, настоящее имя Бернардо ди Маттео Гамберелли (итал. Bernardo di Matteo Gamberelli, detto Bernardo Rossellino; 1409, Сеттиньяно — 1464) — итальянский скульптор и архитектор периода кватроченто эпохи итальянского Возрождения флорентийской школы. Последователь Леона Баттисты Альберти. Известен перестройкой города Пьенца, осуществлённой по заданию его уроженца папы Пия II. Бернардо Росселлино создал особенный флорентийский тип монументального надгробия, прославляющего усопшего за его земные дела. Младший брат Бернардо, Антонио Росселлино (1427—1478), также стал известным скульптором и архитектором.

## Биография
Бернардо ди Маттео Гамебрелли родился в 1407 или в 1409—1410 годах, вероятно, в Сеттиньяно, горном селении недалеко от реки Арно и долины с видом на Флоренцию. Он был вторым сыном Маттео ди Доменико дель Борра, владельца каменных карьеров.
Семейная фамилия происходит от местности недалеко от Сеттиньяно, называемой Гамберайя (Gamberaia). Прозвание «Росселлино» (итал. Rossellino — «Рыженький») художник, возможно, получил из-за цвета волос либо за то, что в детстве был учеником скульптора Нанни ди Бартоло, ученика Донателло, известного как «Иль Россо» (итал. il Rosso — «Рыжий»).
В 1399 году Маттео и его брат Якопо были зачислены в гильдию мастеров по камню и дереву (D’arte dei maestri di pietra e legname). Однако нет никаких документов, свидетельствующих о деятельности Маттео на стройках того времени, тогда как Якопо упоминается в 1436 году как каменщик во флорентийском аббатстве. Согласно семейной традиции, все пять братьев стали каменщиками, вероятно, научившись основам ремесла у своего отца и дяди. Родственник Бернардо, дядя Якопо ди Доменико ди Лука дель Борра Гамберелли, был каменотёсом и мастером рельефов из камня. Он и преподал первые навыки работы с камнем племяннику.
Согласно документу, датированному 1457 годом, в возрасте семи лет Бернардо был направлен в мастерскую «exercitium lastraiuoli» во Флоренции. Небольшие скульптуры делали и в других ремесленных семьях Сеттиньяно. В 1433 году Бернардо Росселлино было поручено завершить украшенный скульптурами фасад церкви Санта-Мария-делла-Мизерикордия в Ареццо.
В 1435 году он зарегистрирован на строительстве аббатства Бадиа-Фиорентина (Флоренция), а в 1439 году купил дом неподалёку от церкви Санта-Кроче. Поселившись во Флоренции, он сотрудничал (на второстепенных ролях) на строительных площадках собора Санта-Мария-дель-Фьоре и Оспедале дельи Инноченти (Воспитательного дома для брошенных детей), соприкоснувшись с архитектурным языком Филиппо Брунеллески, что способствовало его архитектурному развитию. В 1446 году он встретил Леона Баттиста Альберти, стал его другом и соавтором по возведению Палаццо Ручеллаи (1446—1451). Это был поворотный момент в его жизни, побудивший его обратиться к архитектуре.
Временно переехав в Рим, вызванный папой Николаем V, возможно, по совету Альберти, Росселлино с 1451 года работал над проектом перестройки древней базилики Сан-Пьетро в Ватикане, который предусматривал сохранение общего плана с пятью нефами, перекрытие храма крестовыми сводами на столбах, которые должны были включить в себя старые колонны, расширение трансепта, добавление хора, явившегося логическим продолжением нефа, и возведение купола на пересечении нефов и трансепта. Проект понтифика также включал расширение Ватиканского дворца и близлежащих территорий с образованием новых площадей и улиц.
В Риме Бернардо Росселлино также под несомненным влиянием Альберти работал над другими сооружениями, возможно, над восстановлением базилики Санта-Мария-Маджоре и над перестройкой церкви Санто-Стефано-Ротондо. Вернув мраморный алтарь в середину здания, архитектор подчеркнул его уникальную центричность, создал внешнее кольцо колонн, а по общему периметру, ради прочности, — массивные стены (1452—1454).
В районе Кампидольо (Капитолийской площади) он построил Палаццо деи Консерватори (Дворец консерваторов) на ранее существовавших средневековых постройках, затем радикально преобразованный Микеланджело, a также начал устраивать близлежащий Палаццо Сенаторио (Дворец сенаторов). Некоторые историки считают возможным участие Росселлино в разработке общего проекта Палаццо Венеция. По одной из версий проект принадлежал Альберти, по другой — Джулиано да Майано, по иным предположениям — Бернардо Росселлино. Наиболее убедительной считают версию о проекте Франческо дель Борго. Однако в 1455 году папа Николай V умер. Многие строительные работы приостановили. После выполнения незначительных задач Бернардо Росселлино покинул папскую столицу.
Во Флоренции художник создал надгробный памятник Леонардо Бруни в церкви Санта-Кроче во Флоренции. Дата памятника неизвестна; по некоторым данным, он был спроектирован между 1446 и 1450 годами, но более вероятно, что его возводили, начиная с 1455 года. В гробнице Росселлино скульптура и архитектура сливаются воедино: саркофаг, где две крылатые богини держат табулу (доску) с латинской эпитафией: «Postquam Leonardus и vita migravit/Historia luget, Eloquentia muta est/ferturque Musas tum Graecas tum/latinas lacrimas tener non potuisse» и само ложе, поддерживаемое двумя орлами, на котором помещена лежащая фигура знаменитого писателя и историка, держащая в руках экземпляр «Истории флорентийского народа» (Historiae Florentini populi). Надгробие помещено в аркосолий (арочную нишу в стене), фланкированный пилонами коринфского ордера. В этой композиции Росселлино выступает последователем реформаторов флорентийского искусства — Мазаччо, Донателло, Филиппо Брунеллески, Лоренцо Гиберти.

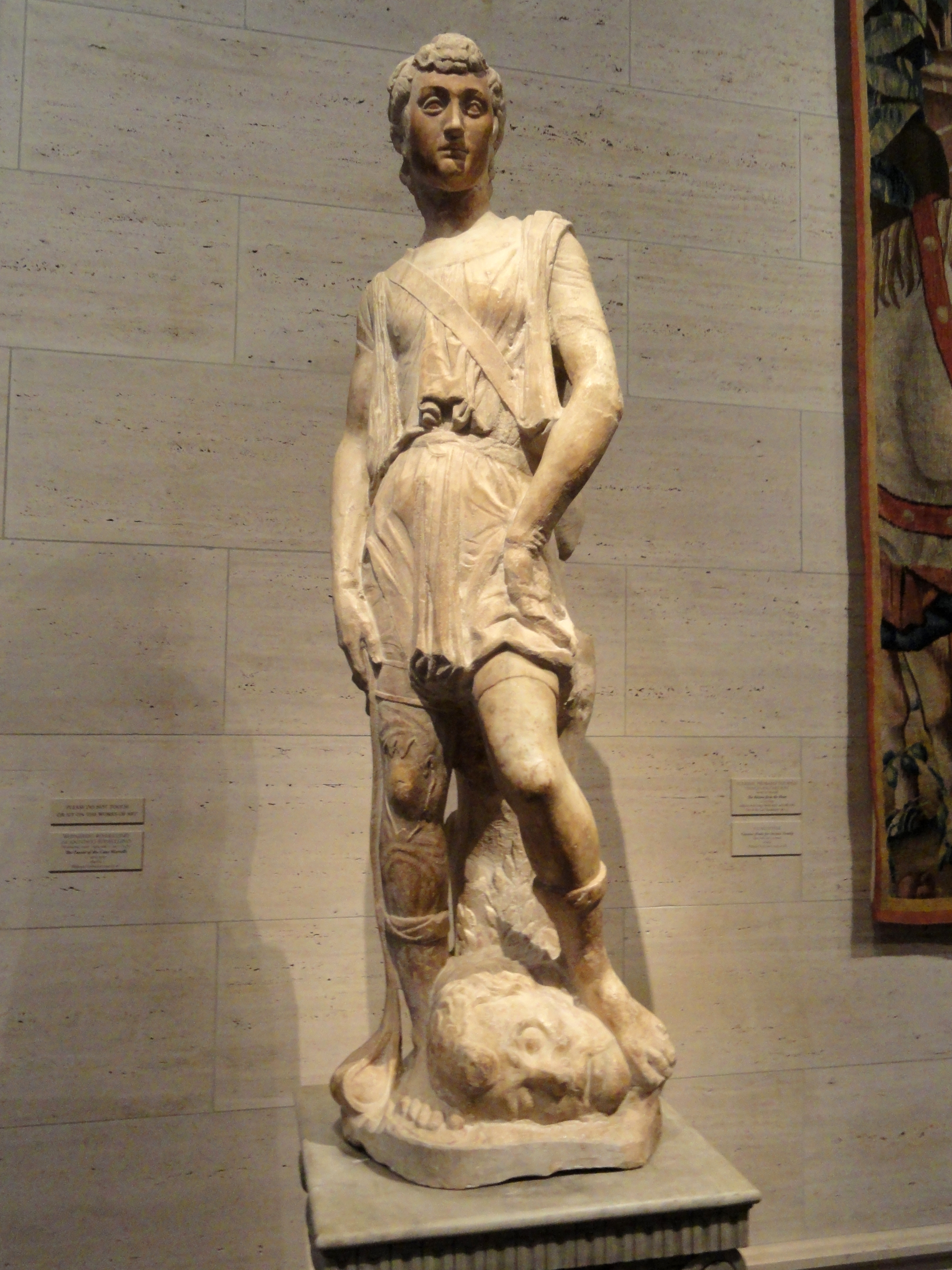
Давид из Каза Мартелли. 1461—1479. Мрамор. Национальная галерея искусства, Вашингтон
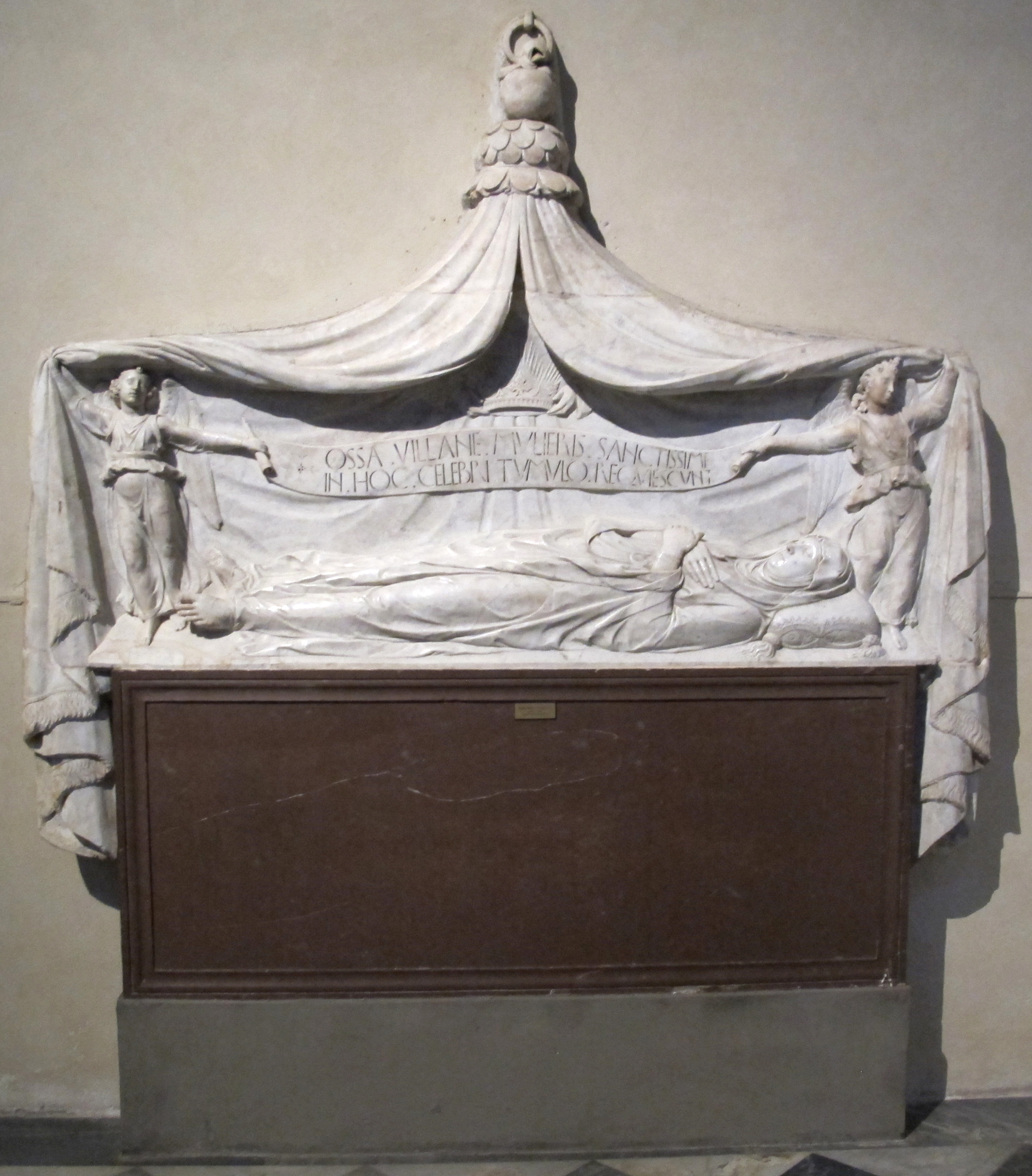
Гробница Блаженной Вилланы делле Ботти. 1451—1452. Церковь Санта-Мария-Новелла, Флоренция
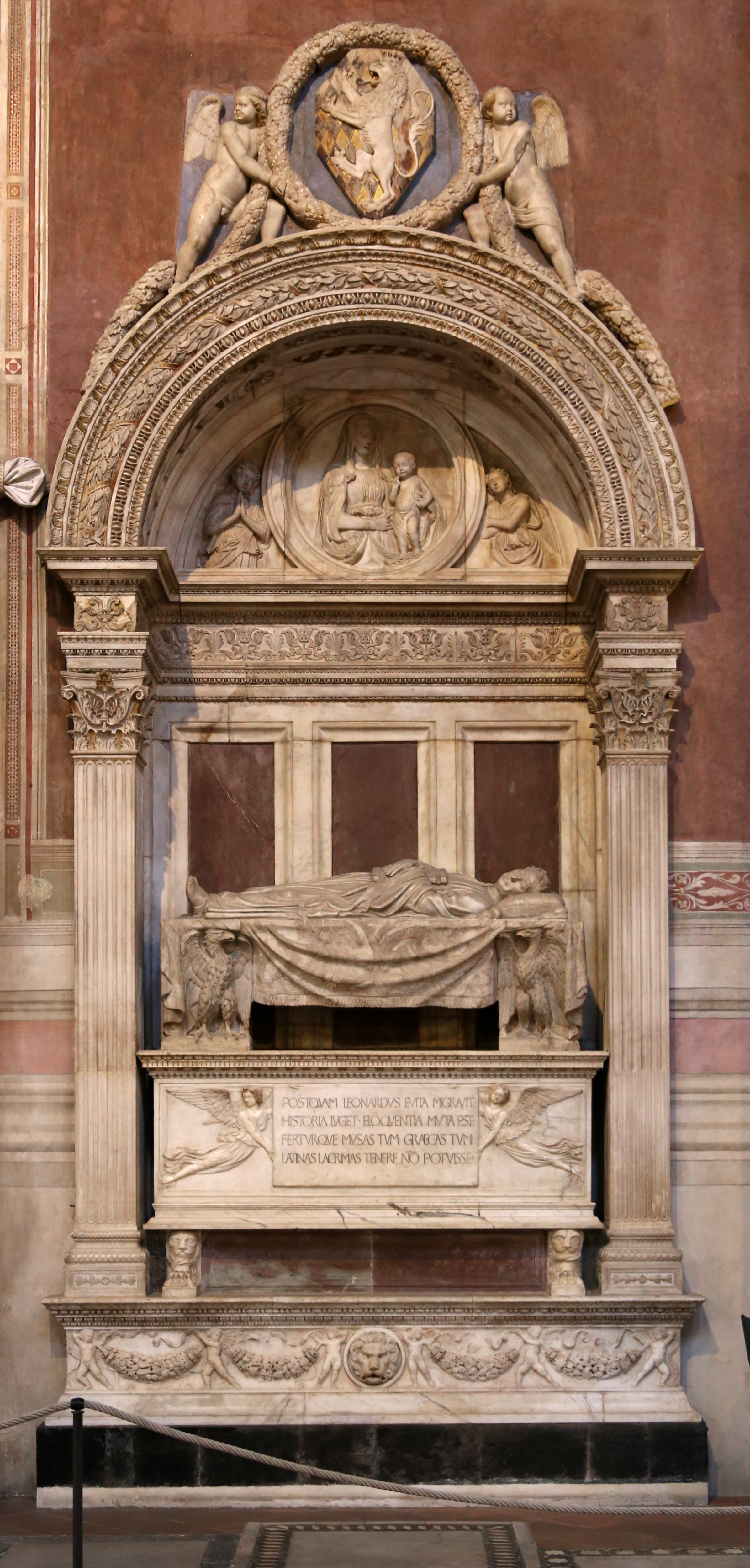
Гробница Леонардо Бруни. Между 1446 и 1460 годами. Церковь Санта-Кроче, Флоренция
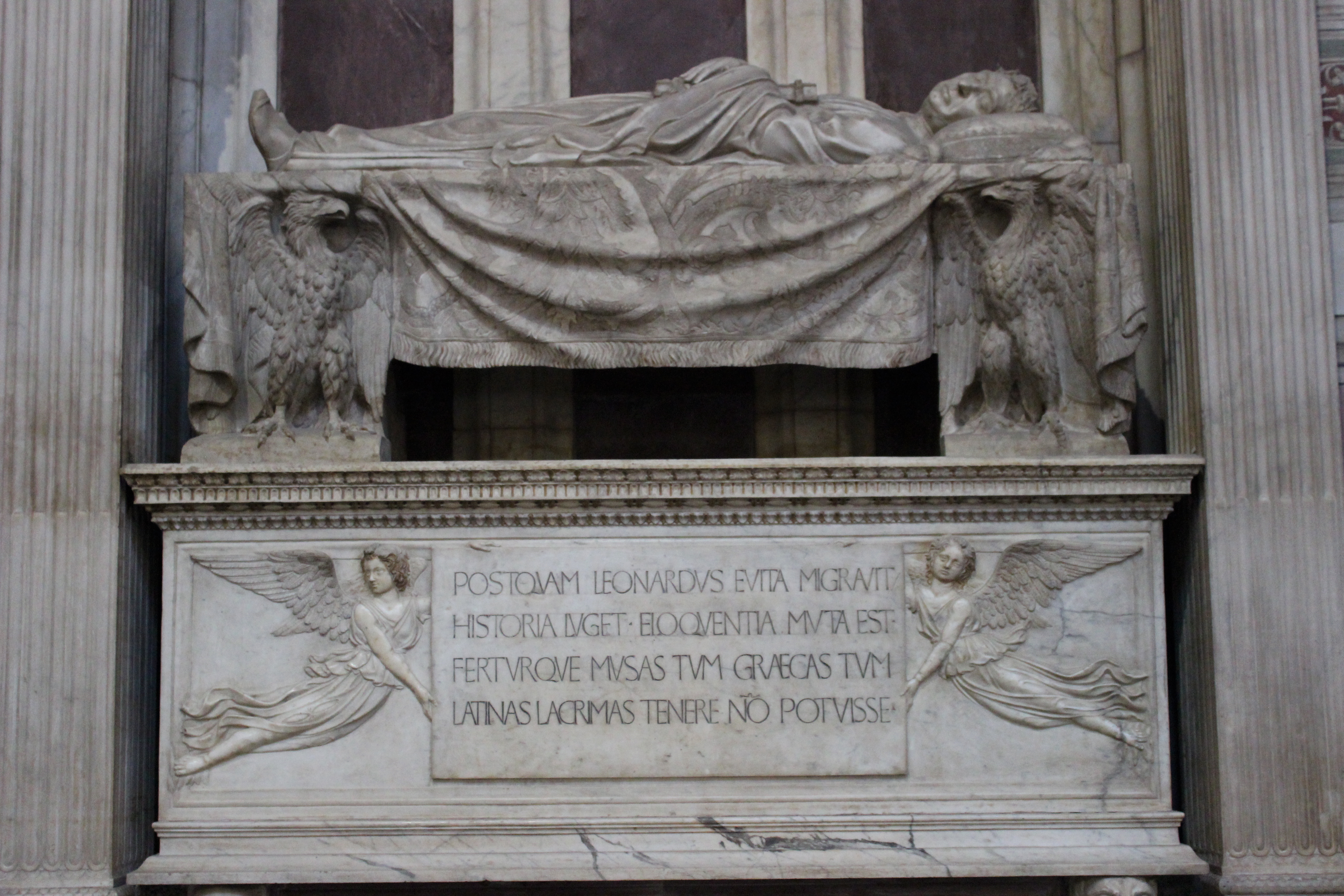
Деталь гробницы
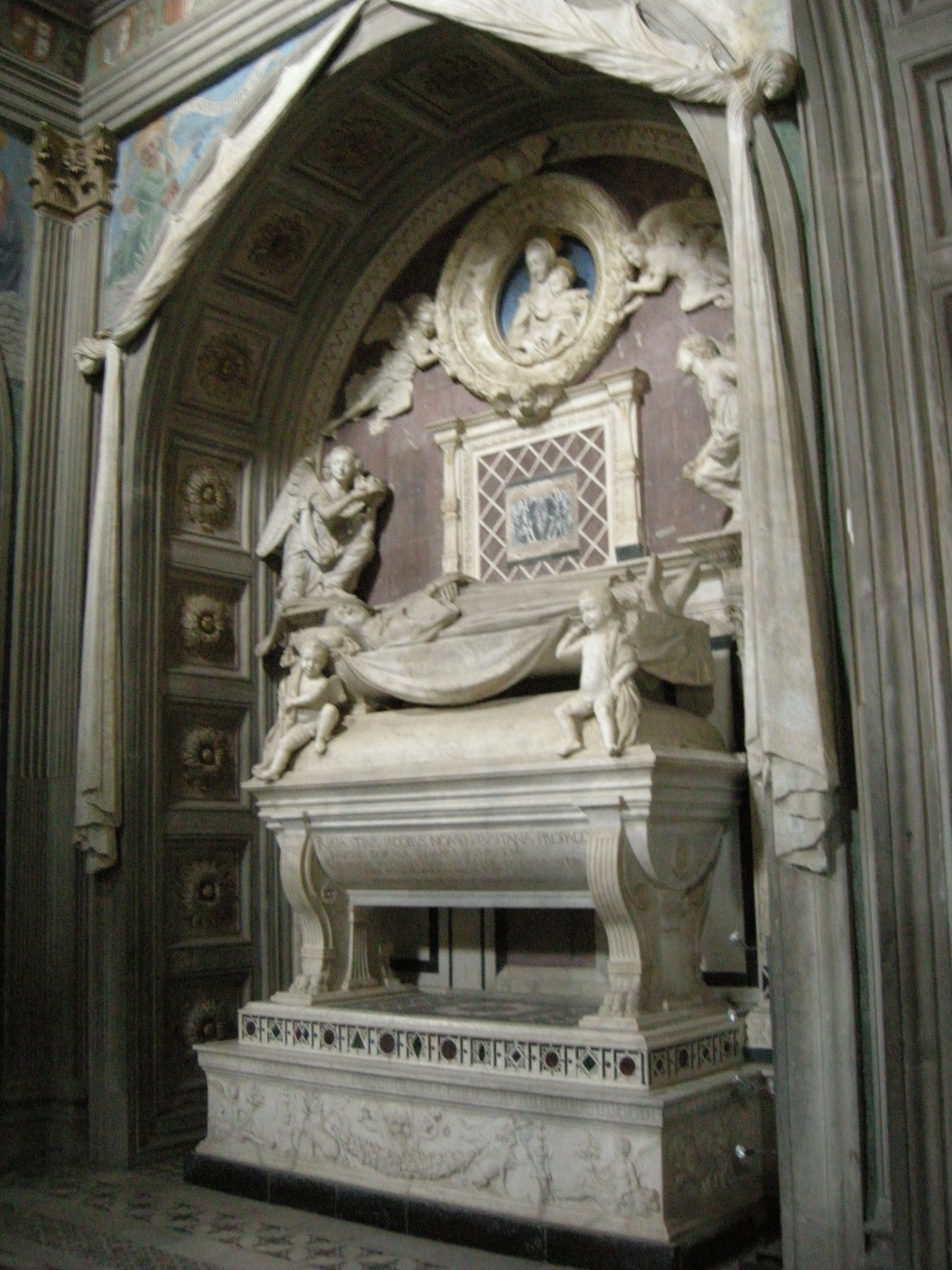
Надгробие кардинала Португальского в церкви Сан-Миниато-аль-Монте, Флоренция. Между 1461 и 1467 гг. Проект А. Росселлино, скульптуры Б. Росселлино
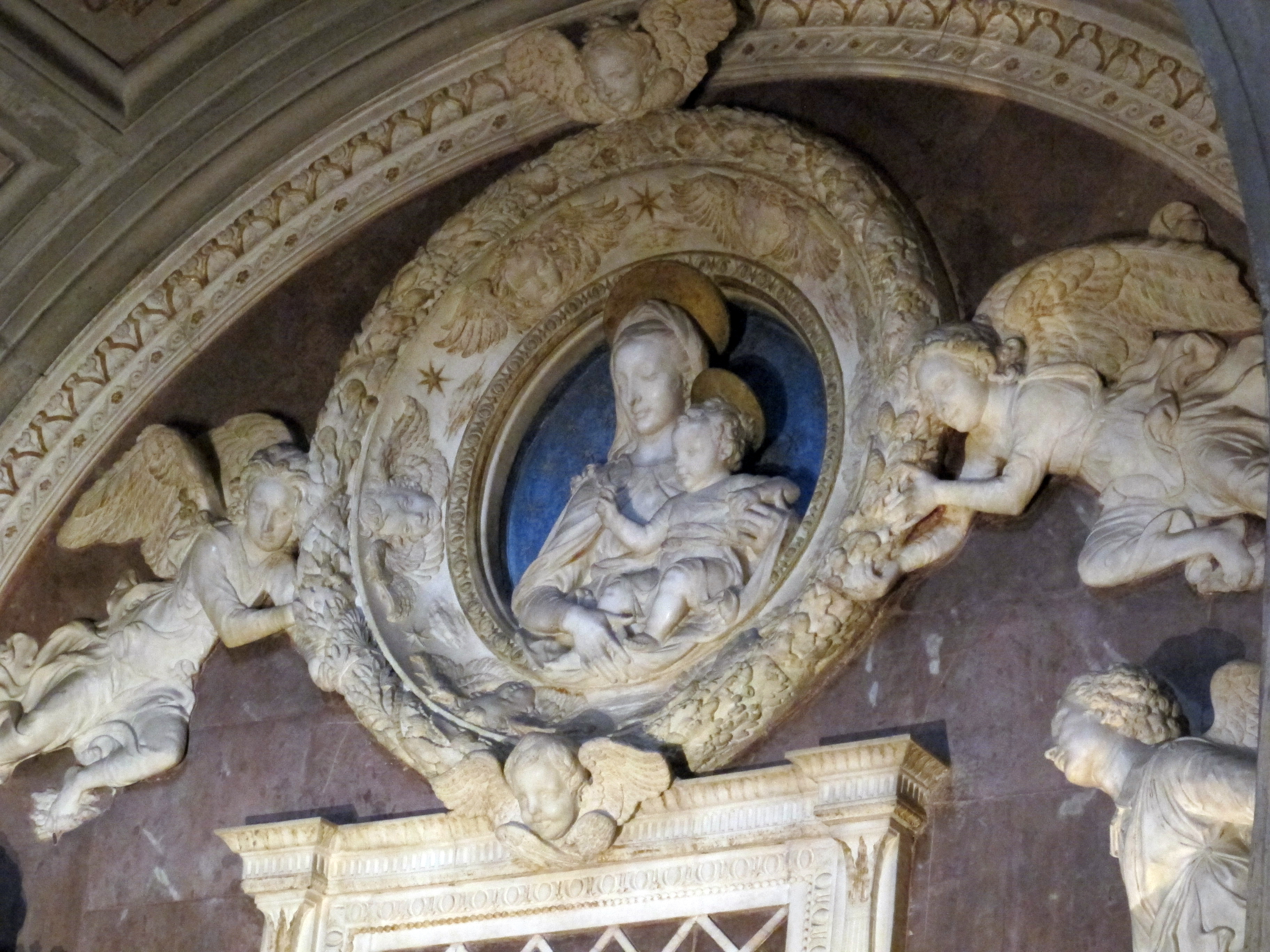
Деталь надгробия
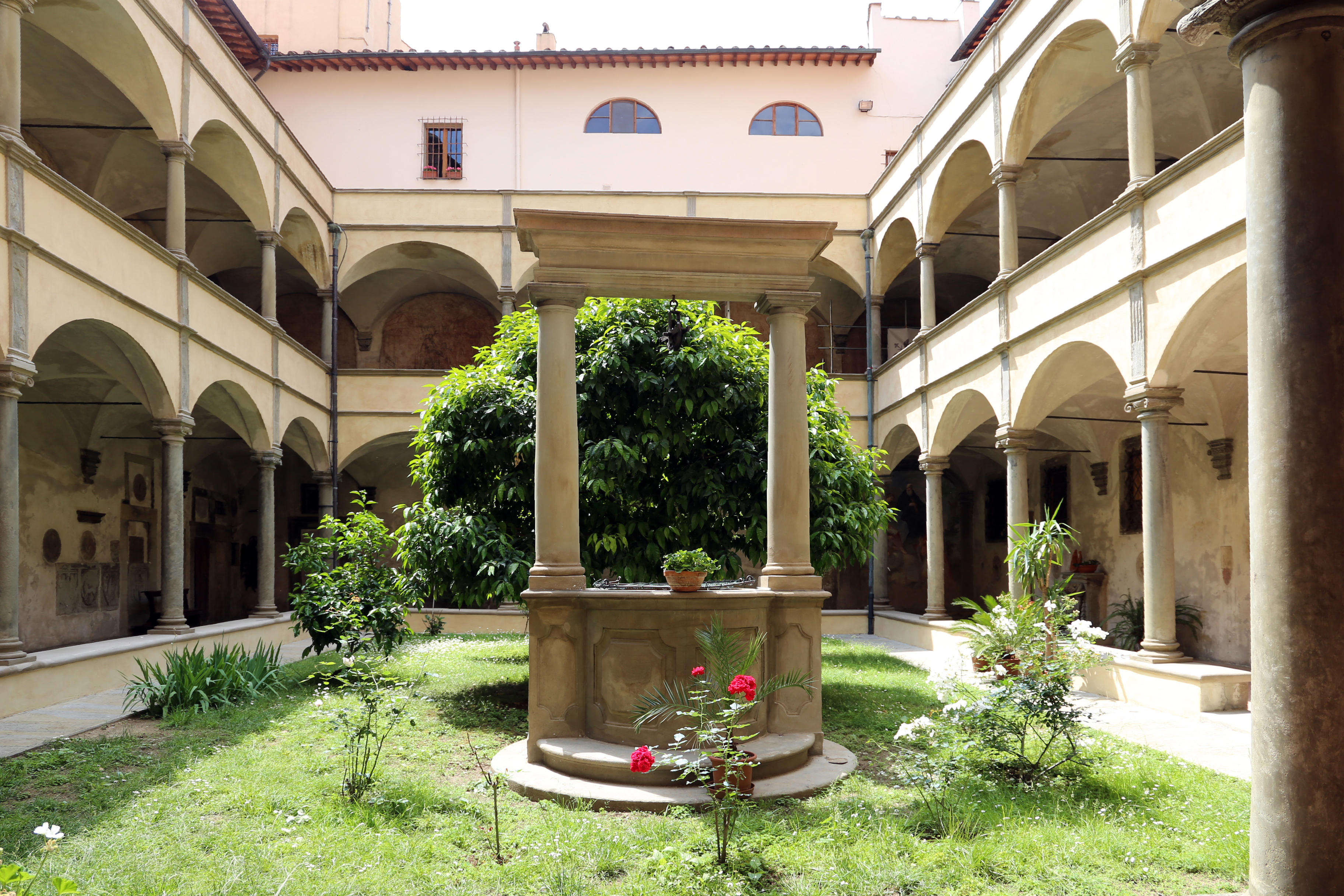
Джованни д'Антонио да Майано и Б. Росселлино. Кьостро дельи аранчи (Дворик апельсиновых деревьев). Монастырь Бадиа Фьорентина, Флоренция
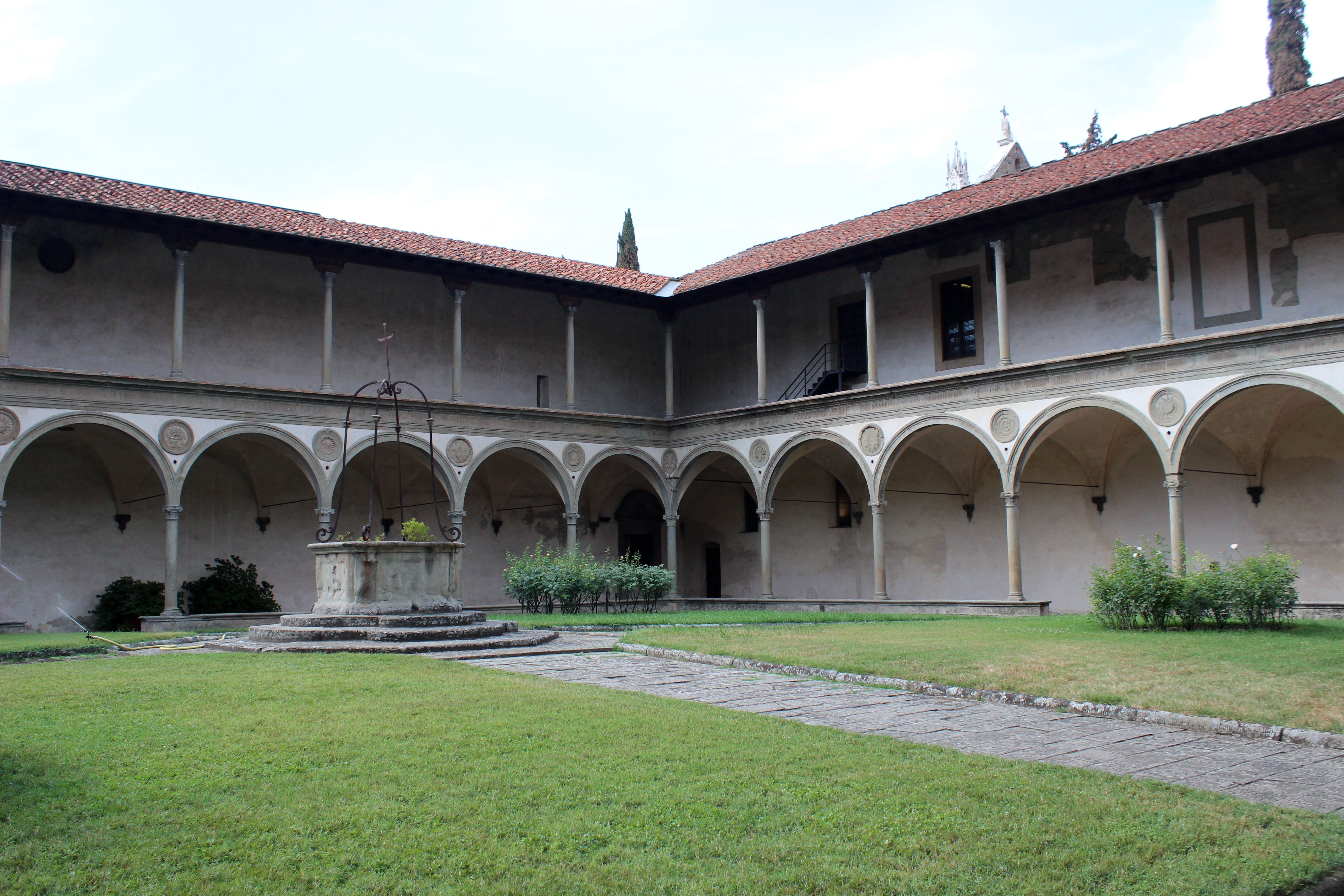
«Кьостро Росселлино». Базилика Санта-Кроче, Флоренция

## Архитектурный ансамбль Пьенцы

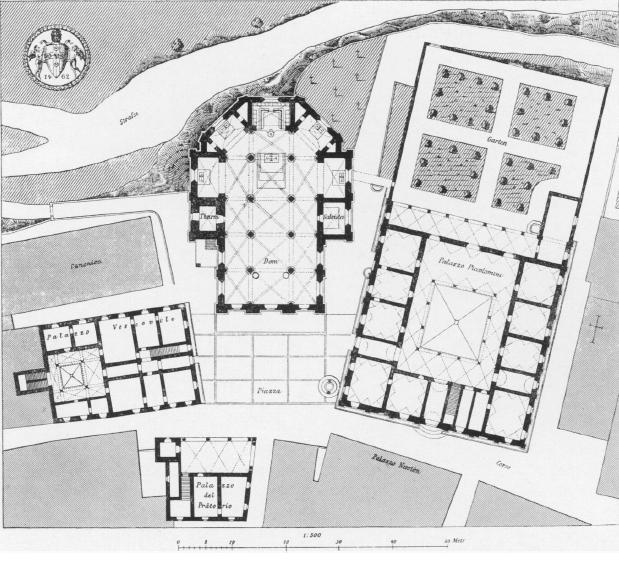
План Площади Пия II. Пьенца

Когда престол в Ватикане занял папа Пий II Пикколомини в 1459 году Бернардо Росселлино получил заказ на перестройку городка Корсиньяно (ныне Пьенца), откуда папа был родом. Покровительство папы предоставило архитектору редкую возможность создать не отдельное здание, а настоящий ансамбль — в соответствии с принципами градостроительства эпохи Возрождения. Ансамбль составляют четыре основных здания:
- Городской собор (Duomo) Вознесения Девы Марии (Santa Maria Assunta);
- Здание муниципалитета (Palazzo Comunale);
- Палаццо Пикколомини (Palazzo Piccolomini);
- Палаццо Весковиле (Palazzo Vescovile);

Палаццо Пикколомини в общих чертах повторяет композицию Палаццо Ручеллаи во Флоренции, который строил Росселлино по проекту Альберти между 1446 и 1451 годами: крупный рустованный камень, пилястры, уличная скамья, арочные окна с колонкой посередине. Палаццо Весковиле также имеет вид сурового флорентийского дворца с переплётами окон типа гвельфского креста (одна из эмблем партии гвельфов наподобие Палаццо Венеция в Риме.
Главный фасад городского Собора представляет собой типично альбертиевскую композицию с арочными нишами и большим круглым окном. Пий II хотел, чтобы церковь напоминала немецкие зальные храмы, по этой причине собор почти не имеет украшений; папа даже пригрозил отлучить от церкви любого, кто попытается украсить интерьер.
В Пьенце Бернардо пришлось решать сложные композиционные задачи: работать на относительно небольшой площади, которая была неправильной, трапециевидной формы. Архитектор разместил все основные сооружения вокруг главной площади. Здания и основные улицы расходятся от центра площади веерообразно. Таким образом Росселлино сумел придать неправильному плану подобие динамической симметрии. В панораме города господствуют собор и дворец Пикколомини. Перспективы улиц создают подобие театральной декорации.
Бернардо Роселлини стал единственным итальянским архитектором, которому обстоятельства позволили частично реализовать идею «идеального города». В знак признания уникальности этого достижения ЮНЕСКО объявило Пьенцу памятником Всемирного наследия человечества.
Для Пия II Росселлино проектировал также дворец Неруччи в Гроссето (Тоскана) и дворец Пикколомини в Сиене, также известный как Палаццо делле Папесс (Palazzo delle Papesse), построенный для сестёр папы между 1460 и 1495 годами: трёхэтажное здание с фасадом из тёсаного камня по повторяющимся образцам флорентийских дворцов.
Многие другие здания также приписываются Росселлино. Палаццо Спинелли во Флоренции. В Риме проводится реконструкция церкви Ностра-Синьора-дель-Сакро-Куоре, ныне полностью преобразованной, и башни Никколо V в Ватикане. В Ареццо Палаццо Бруни, затем Чокки дель Монте. В Сполето внутренняя лоджия «Rocca Albornoziana». В Перудже проект и, лишь частично, исполнение колокольни базилики Сан-Пьетро (Перуджа). В Фабриано ему приписывают сооружение так называемого «Понте дель Аэра», уничтоженного в 1926 году.
Учеником и сотрудником Росселлино, перенявшим от него некоторые приёмы, был выдающийся скульптор Дезидерио да Сеттиньяно.

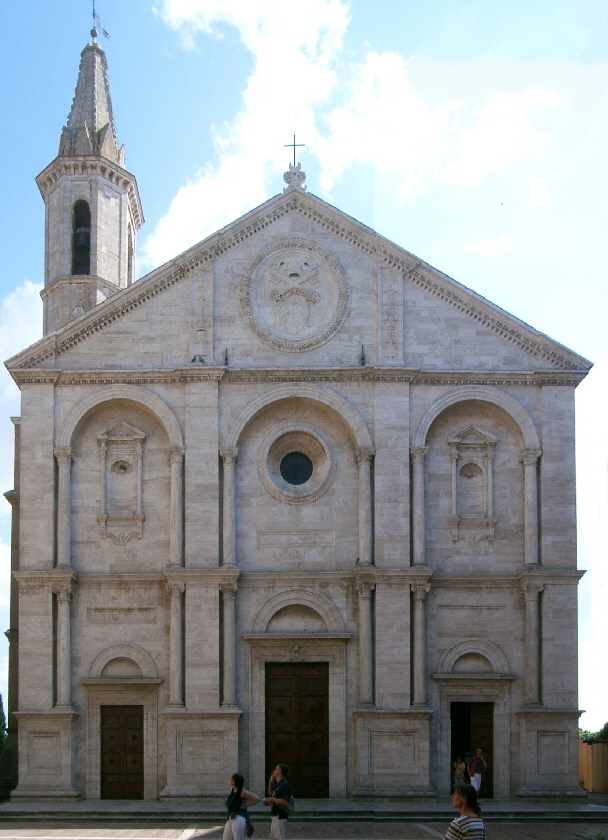
Собор Санта-Мария-Ассунта. Пьенца. Главный фасад
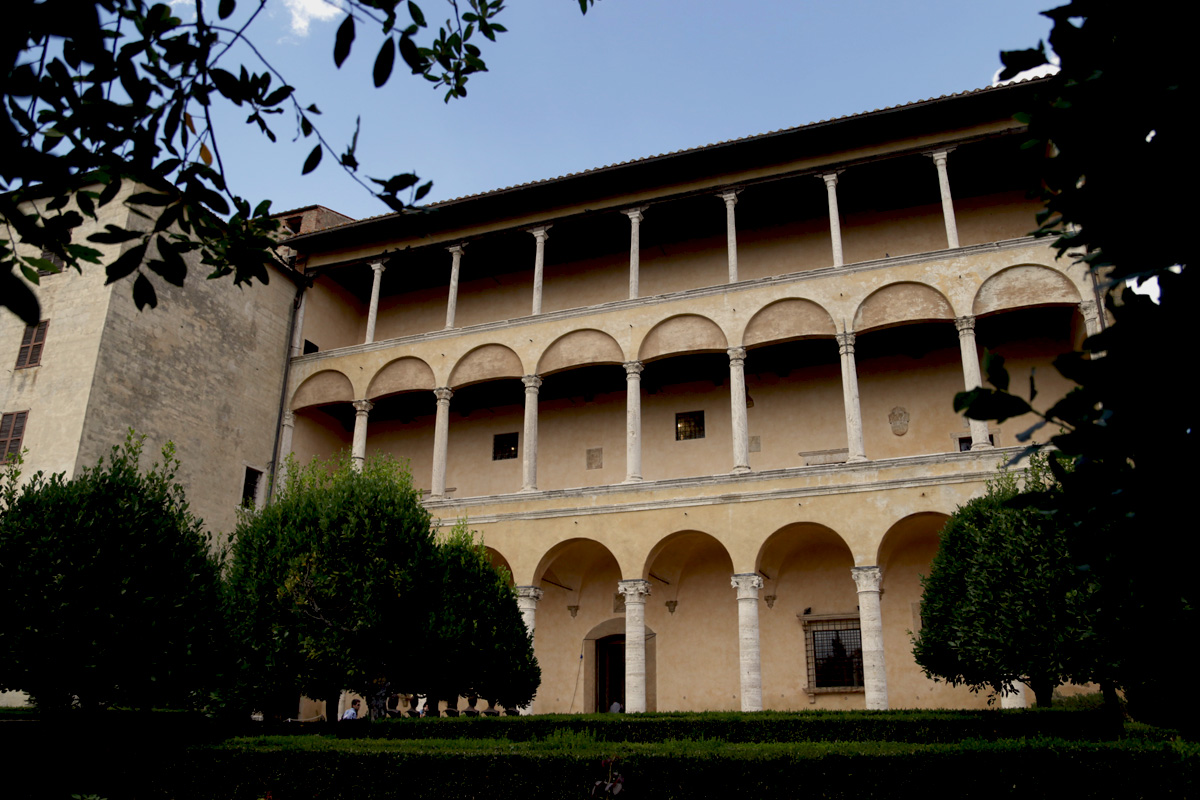
Лоджетта собора
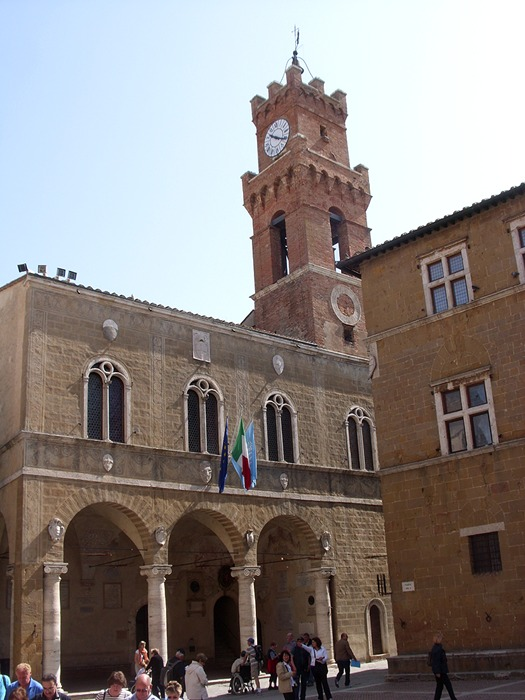
Палаццо Комунале. Пьенца
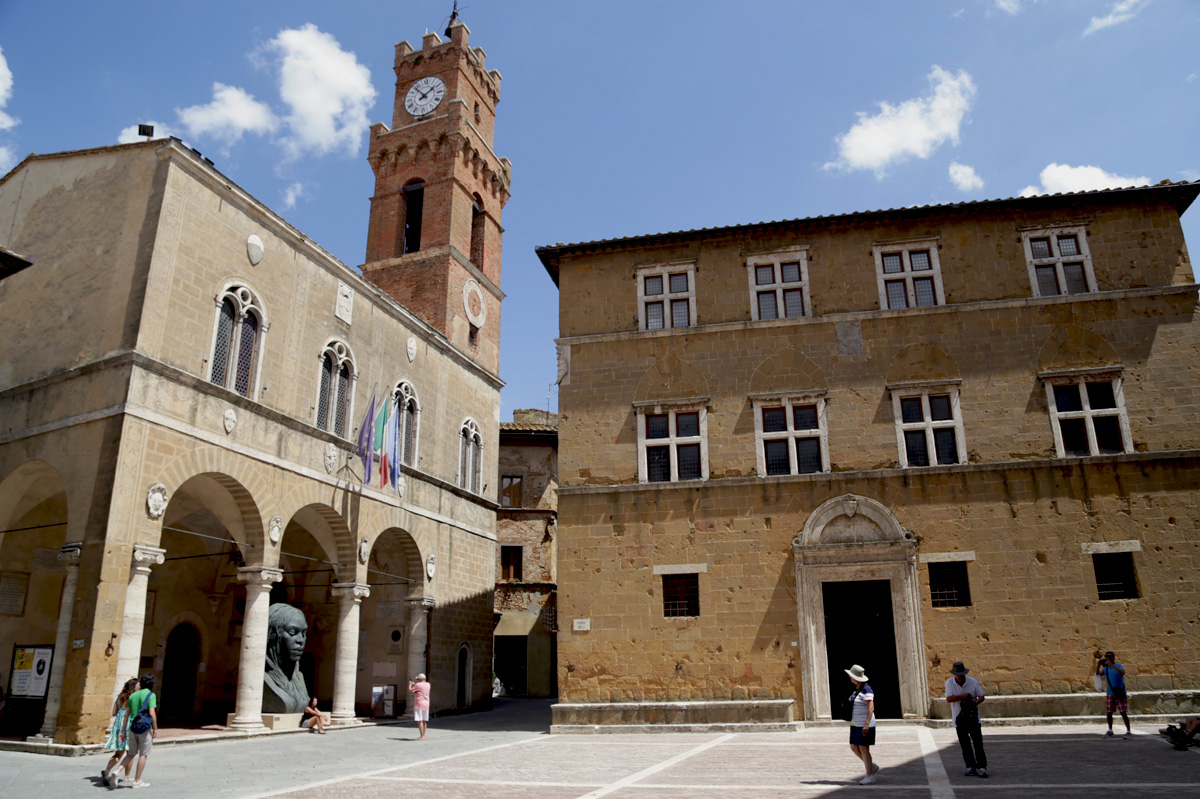
Палаццо Весковиле
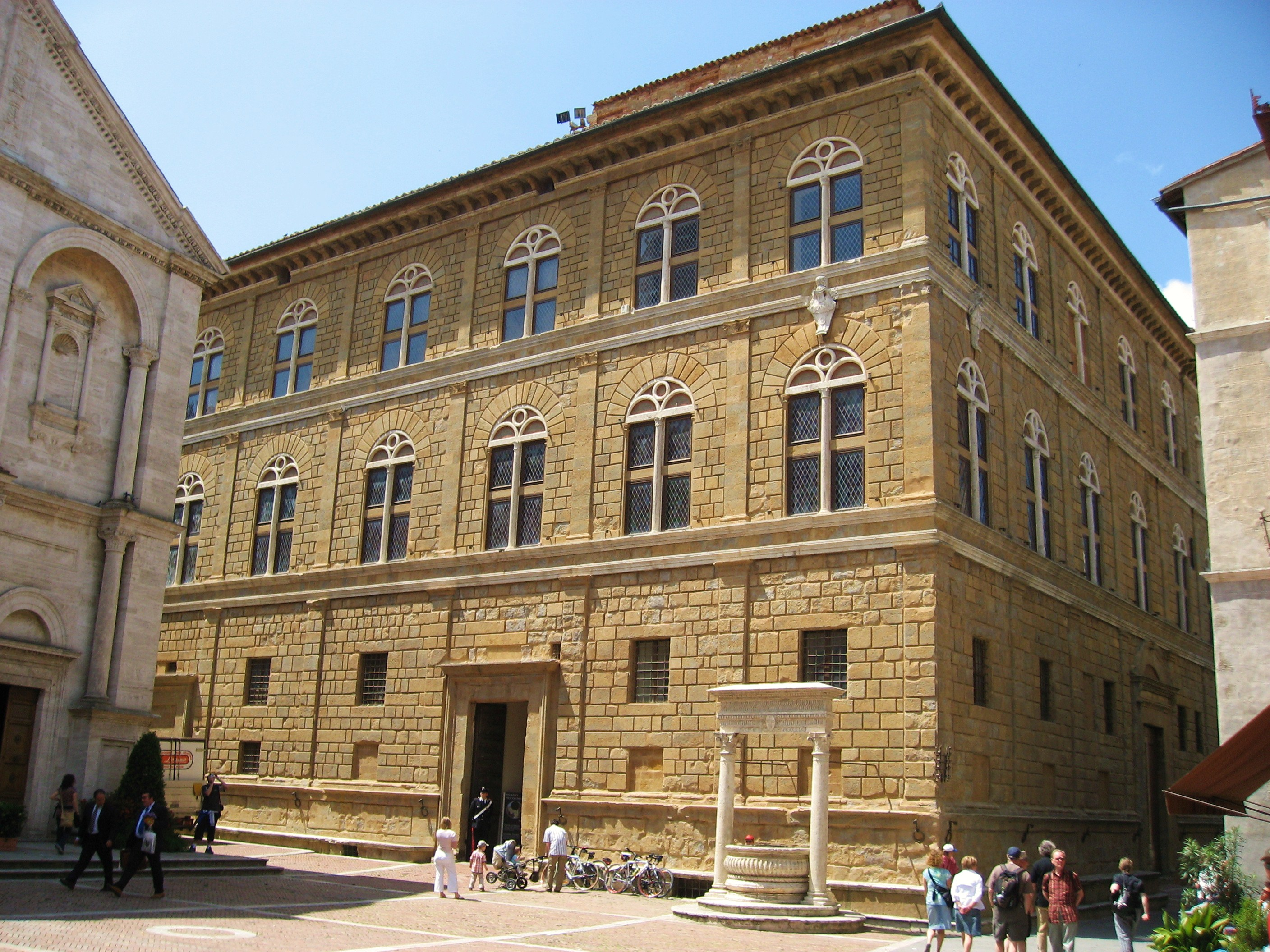
Палаццо Пикколомини в Пьенце
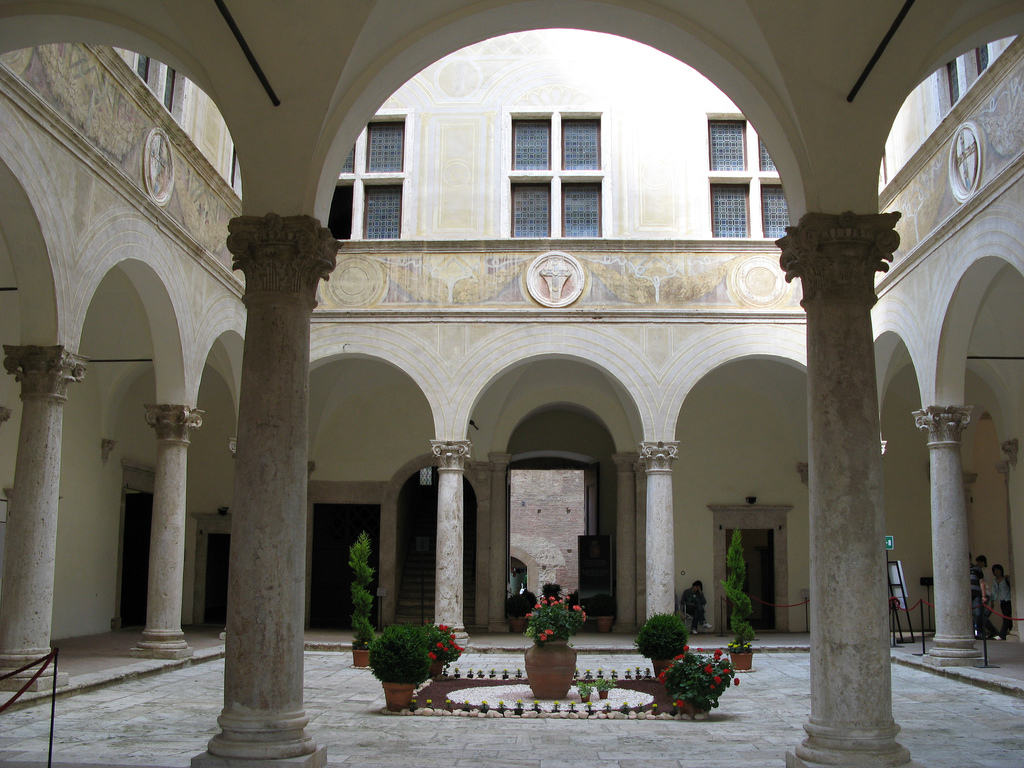
Кортиле (дворик) Палаццо Пикколомини